# Garça-da-mata
A garça-da-mata (Agamia agami), é uma espécie de ave pernalta da região neotropical da família dos Ardeideos. A garça-da-mata é a única espécie do gênero Agamia. Ela pertence a subfamília  dos Tigrisomatinae. No Brasil, ela é também chamada por socó-beija-flor por causa de suas cores brilhantes. Ela é uma das espécies de garças menos conhecidas do mundo.

## Descrição

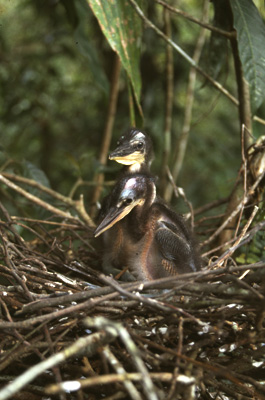
Filhotes

A aparência desta garça é incomum. Suas pernas amareladas são bastante curtas, o pescoço é alongado tal como o bico, particularmente fino. Este último é preto e possui um pouco de amarelo na base da mandíbula inferior. Ela tem a cabeça cinza com uma parte nua, a garganta branca, e uma faixa cinza-prata entre a testa e a nuca. O pescoço é vermelho escuro com penas finas esbranquiçadas que se destacam. As costas, asas e cauda são verde garrafa iridescente, marcado com tons vermelhos. A barriga é vermelho-alaranjada. A íris é avermelhada na idade adulta. Sem dimorfismo sexual. O juvenil é mais baço, com uma barriga branca e as costas marrons. Esta ave mede 66–76 cm de comprimento.

## Habitat e Distribuição

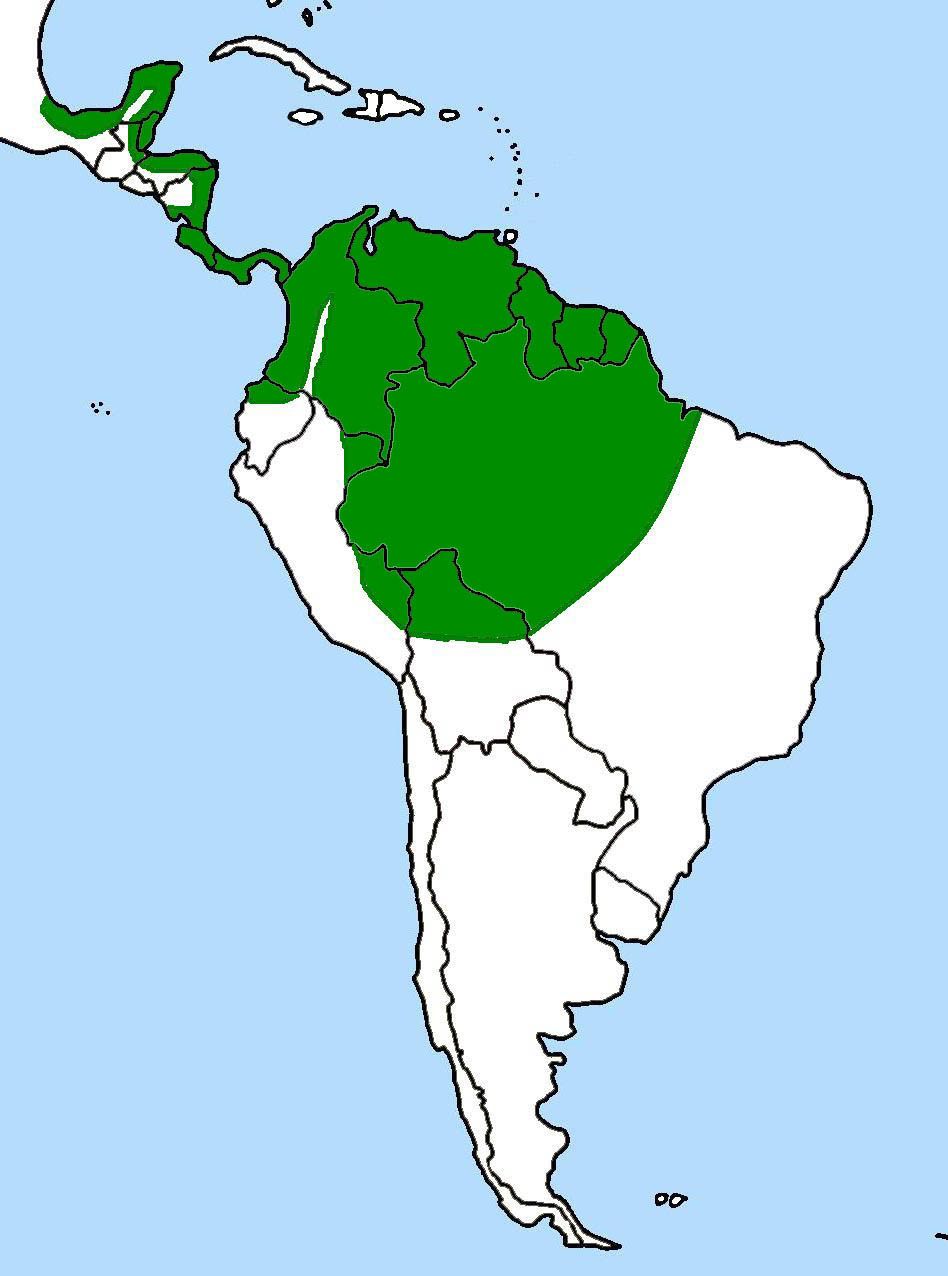
área de distribuição

Sua área de distribuição cobre uma parte da América tropical: Península de Yucatán (México), Belize, nordeste da Guatemala, norte do Honduras, leste e sul da Nicarágua, Costa Rica, Panamá, Colômbia (excluindo as áreas andinas), Venezuela, Guiana, Suriname, Guiana Francesa, noroeste do Brasil, norte do Equador, extremo sudeste e nordeste do Peru e norte da Bolívia.
A garça-da-mata é especializada no seu habitat, incluindo florestas pantanosas, manguezais, igarapés e áreas alagadas. Ela pode se aventurar nas margens da floresta onde há vegetação densa para escondê-la e mais raramente em zonas abertas. Encontra-se desde o nível do mar até 300 m, se bem que alguns indivíduos tenham sido observados em 2600 m nos Andes. Recentes pesquisas mostraram que esta espécie é capaz de percorrer longas distâncias no seu território de distribuição. Ela nidifica em colônias mono ou multiespecificas, algumas das quais podem atingir tamanhos excepcionais, com mais de 100 e as vezes 1000 ninhos. Várias colônias são conhecidas na área de distribuição da espécie: Reserva Natural Pacuare (Costa Rica), Reserva Tapiche (Peru), Reserva Natural National Kaw-Roura e no Parque Amazônico (Guiana Francesa), e outras colônias fora das áreas protegidas na Colômbia, México e Belize. Dada a dimensão da área de distribuição da espécie, relativamente poucas colônias são conhecidas hoje.

## Comportamento
Espécie discreta, a garça-da-mata é difícil de observar porque ela permanece a maior parte do tempo no seu hábitat, escondida na penumbra. Bastante solitária. No entanto, durante a época de reprodução, torna-se gregária, em pequenos grupos às vezes misturados com outras espécies nidificantes. Às vezes, estas garças se reúnem em grupos bastante grandes. Na Guiana Francesa foi observada uma colônia com cerca de 900 pares na Reserva Natural Nacional dos Pântanos de Kaw-Roura, considerada a maior colônia conhecida do mundo. O ninho, constituído por um conjunto áspero de galhos forrados com penas, é construído em uma árvore acima da linha d’água. A fêmea coloca dois ovos azuis em média.
- Alimentação: A garça-da-mata se alimenta preferencialmente de peixes, anfíbios, lagartos e caracóis. Ela caça principalmente em lagoas rasas e riachos florestais de fraca correnteza. Ela geralmente permanece na mesma posição sem se mover até uma presa vir ao seu alcance, move-se lentamente e, por vezes, a caça de um poleiro.[6]
- Canto: Ave bastante calma, às vezes os grupos produzem uma série de sons como tinidos ou zumbidos. As vocalizações e um comportamento de afastamento nos galhos são respostas à perturbação.[6]
- Cortejo: Vários comportamentos de cortejo têm sido descritos e são usados por ambos os sexos.[6]

## Conservação
O carácter discreto da garça-da-mata e o pouco conhecimento científico da espécie dificulta a implementação da conservação. Seu hábitat isolado e seu comportamento secreto podem explicar sua raridade aparente. É classificada como vulnerável na Lista Vermelha da IUCN, baseado no pressuposto de uma futura perda de hábitat na Bacia Amazônica. Os esforços de conservação devem centrar-se sobre a proteção dos sítios mais importantes para as colônias, uma melhor compreensão da sua área de distribuição, as suas necessidades em termos de hábitat e território e um melhor conhecimento da sua biologia.